# Museu Antônio Selistre de Campos

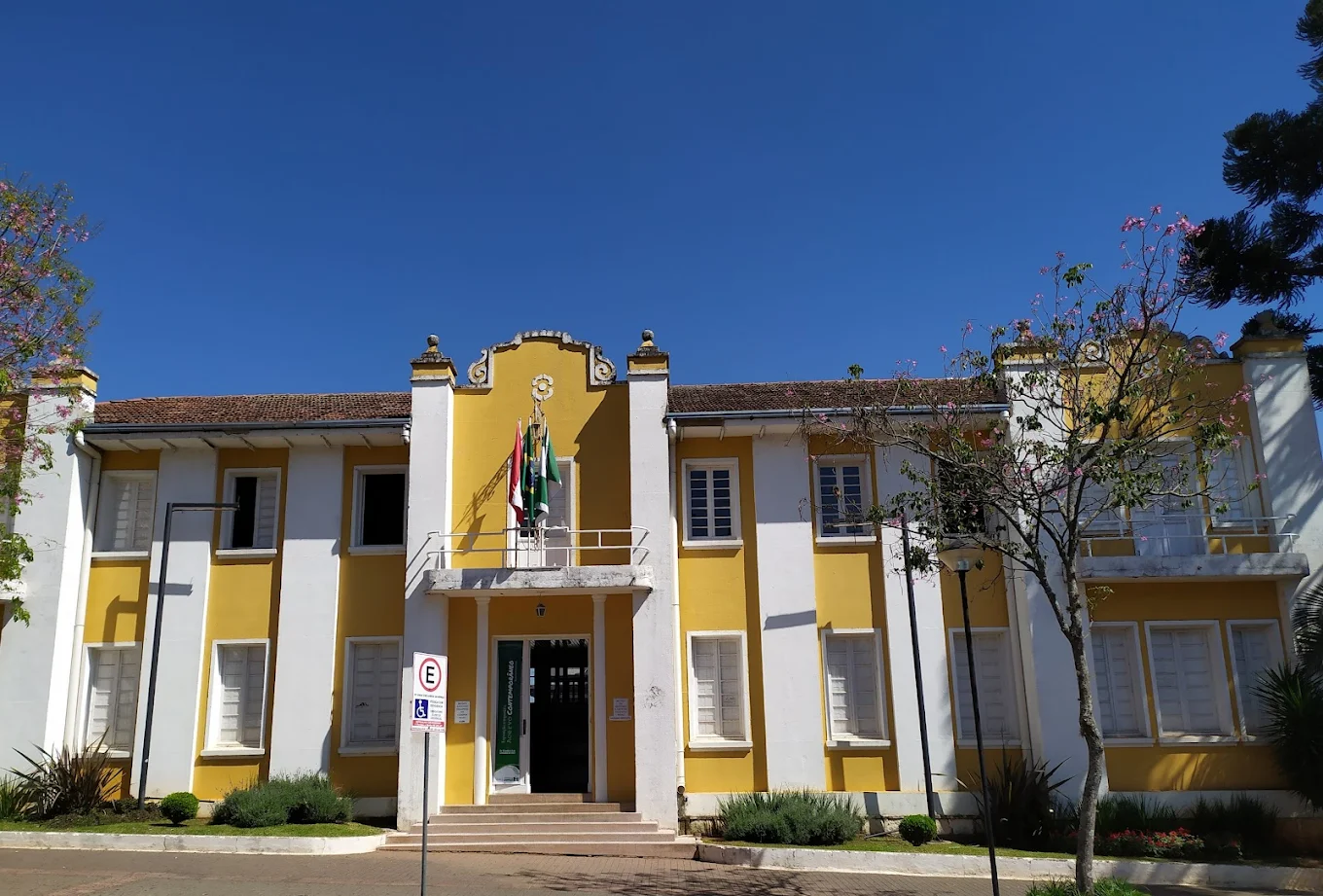
Museu de arte MHAC

O Museu de História e Arte de Chapecó (MHAC) criado a partir da lei municipal 5.661/2009 e está localizado no prédio histórico que já foi sede da prefeitura municipal de Chapecó.
O acervo do MHAC é composto de duas tipologias: uma referente à História, a Política e a Administração Municipal, e outro referente às áreas artísticas. Possui em seu acervo mobiliário de época como também obras de arte dos grandes expositores da cultura chapecoense.

### Dentro do museu
No museu tem objetos indígenas, coloniais até os dias atuais, também possui a Exposição Itinerante do artista Paulo de Siqueira artista que fez esculturas, quadros e vários monumentos, entre eles O Desbravador.
O Espaço Arqueologia possui a memória e identidade dos povos pré-coloniais no oeste catarinense, guardados a partir de acervos lítico-cerâmicos. O espaço Etnologia retrata o patrimônio material e imaterial das etnias indígenas Kaingang e Guarani Mbyá presentes no município de Chapecó.

### História
O MHAC surgiu de forma informal, no ano de 1974 e sua denominação homenageia o Juiz de Direito Antonio Selistre de Campos (1881-1957), que foi um defensor das causas indígenas e colecionador de artefatos arqueológicos e etnológicos recebidos da comunidade relativos às populações indígenas locais.